# Efectes pràctics
Els efectes pràctics o efectes especials manuals, en el cinema són aquells efectes especials mecànics o físics que es realitzen durant el rodatge en directe de la pel·lícula que no estan generats per ordinador i tecnologia 3D ni cap altra tècnica de postproducció.
Tots ells es componen des de figures artesanals, efectes de pirotècnia o escenografia. En moltes ocasions, simplement es tracten de meres il·lusions òptiques. La digitalització ofereix una qualitat immillorable, i un ull crític sap diferenciar perfectament un efecte pràctic d'un digital.

## Història
Els pioners del cinema com George Méliès o Segundo de Chomón van marcar una sèrie de precedents i trucatges, que han fet evolucionar el Cinema i els efectes a com el coneixem avui en dia. La primera pel·lícula que posa a prova l'aturada per substitució és “Desaparició d'una dama al teatre Robert Houdin”, l'any 1896. Després d'aquest fet transcendental, Méliès va construir el primer estudi cinematogràfic de la història, on es va dedicar a seguir experimentant i va realitzar tot una sèrie de nous trucs i efectes com la doble exposició, composició amb mattes, miniatures i marionetes
Segundo de Chomón és considerat un dels altres pioners del efectes especials del Cinema. Fou especialista en trucatges del cinema, acoloriment de films de forma manual, “l'stop-motion”. Chomón era el marit de Julienne Mathieu, que treballava colorejant a mà els fotogrames dels films de Georges Méliès al seu estudi. Segundo de Chomón va observar el potencial dels efectes, i a partir d'aquests fet va començar a experimentar al camp cinematogràfic. Va arribar a treballar amb Pathé Frères. Les tècniques de colorejar els fotogrames, van dotar de realisme les seves pel·lícules, com “Xoc de trens” (1902) o “Eclipse de sol” (1905). A aquesta última se la considera la primera pel·lícula espanyola en el que s'aplica l'efecte per substitució, descobert prèviament per Méliès.
Edwin S. Porter és conegut per implementar trucatges a les seves pel·lícules. Va tenir molt èxit als seus primers films. El seu problema fou que posteriorment, mai es va dedicar a innovar, i va seguir fent pel·lícules amb trucs ja existents, cosa que va fer que no realitzés pel·lícules significatives per a la història del cinema.
Lon Chaney va despuntar en quant al maquillatge del Cinema. Va entendre el maquillatge com una eina pels efectes especials; tenia la qualitat de poder transformar actors caucàsics a asiàtics, donar la impressió de que un actor fos cec de veritat (Va utilitzar pell d'ou sobre l'ull de l'actor), entre molts altres efectes que suposaven un gran treball i previ enginy.
Amb el pas del temps, i un cop les històries van començar a ser més complexes, els efectes pràctics es van anar incorporant als films. The Great Train Robbery (1903) o Dream of a Rarebit (1906) són un clar exemple de com les pel·lícules van integrant aquesta classe d'efectes, per premiar l'espectacularitat de les imatges i generar il·lusions, en tant que es busca realisme d'accions que no es poden dur a terme en directe. En aquest aspecte, el Cinema “s'allunya” de la teatralitat, per reivindicar-se com a art propi.
The Great Train Robbery (1903), utilitza el truc de substitució, per simular el llançament d'un cadàver fora del tren.
Els efectes pràctics, efectes mecànics o efectes físics en el cinema són aquells efectes especials que es realitzen durant el rodatge en directe de la pel·lícula que no estan generats per ordinador i tecnologia 3D. Tots ells es componen des de figures artesanals, efectes de pirotècnia o escenografia. En moltes ocasions, simplement es tracten de meres il·lusions òptiques.

### Crisi dels efectes pràctics
Tot i que els Efectes digitals existien des de la dècada de 1960 (amb certs grafismes) no es van arribar a desenvolupar per complet fins a la dècada de 1990, quan pren molta i els efectes pràctics han quedat “apartats” amb el sorgiment i desenvolupament del CGI, el qual ha substituït tot el creat fins al moment. Els efectes digitals fets a ordinador permeten als directors i productors pensar molt més en gran de manera més ràpida; a la vegada els costos són més relativament econòmics respecte als efectes pràctics.
Els efectes digitals envelleixen pitjor amb el pas del temps degut a la seva ràpida evolució constant. Així ho han demostrat pel·lícules que avui en dia, denoten una baixa qualitat d'efectes especials/digitals; aquests totalment envellits,
es va plantejar un model de convivència amb exemples en són la saga Star Wars, Mad Max: Fury Road o fins i tot The Mandalorian, que plantegen models en els que tant els efectes pràctics o especials/digitals es complementen, i fan que com a espectadors no puguem discernir del què és digital del que no ho és. Mad Max: Fury Road (2015): Combina efectes pràctics, com són els cotxes, topades i maquillatges, amb alguns elements generats digitalment. The Mandalorian (2019-): Combina efectes pràctics com el maquillatge i màscares dels personatges, amb fons digitals (tecnologia emergent). Cromas, animació 3D o fins i tot noves tecnologies com les que presenta la sèrie The Mandalorian, fan evolucionar constantment els efectes especials del Cinema.

## Tipus d'efectes pràctics

### Llum
Se sol dir que el "pare dels efectes especials" sens dubte és Georges Méliès, un dels primers cineastes. Va ser el pioner en una infinitat de tècniques cinematogràfiques com l'aturada per substitució, doble exposició, composició amb mattes, miniatures i marionetes que van donar l'impuls inicial per al que són avui els efectes especials al cinema. En una de les seves pel·lícules més celebris, Viatge a la lluna de 1902, presenta una gran quantitat d'efectes especials que, en l'època, s'arribaven a considerar màgia.
Una de les seves majors creacions va ser l'entroncament, un cèlebre descobriment que va fer quan, en filmar una escena al carrer, la seva càmera es va embussar generant la sensació que un objecte es transformava en un altre. Així va ser que Meliès va començar a utilitzar aquesta tècnica en pel·lícules en les quals, per exemple, es representaven espectacles de màgia, però el veritable efecte d'il·lusionisme ho aconseguia amb l'edició. Una altra tècnica descoberta pel director va ser la dissolvència narrativa, un recurs que utilitzava per a expressar canvis de temps i que podia utilitzar-se per a anar de darrere cap endavant en la història sense necessitat de seguir el lapse de temps real.

### Accions físiques
Per la representació de esdeveniments meterològics com la pluja, neu o la boira, s'emprèn un seguit de tecnologies que simulen aquestes accions. A la vegada, també existeixen d'altres com incendis o focs, els quals estan controlats per especialistes.

### Pirotècnia
La representació d'explosions o armes de foc, es duen a terme amb material inflamable (pols negre) que conté una barreja de carbó i nitrat de potassi, una reacció que crea explosions. Es pot arribar a controlar – amb especialistes qualificats – la duració, l'abast i la grandesa de l'explosió.

### Preses emmascarades
Un altre tipus d'efectes són els que realitzen la presa de diverses formes diferents. En la més simple d'aquestes, una màscara negra (o caixet) es posa davant de l'objectiu, o dins de la cambra, per a evitar que part de la pel·lícula s'impressioni. Després es filma un altre motiu, impressionant-lo just sobre l'àrea dels fotogrames que no ha estat impressionat, usant un contra caixet que cobreix just l'àrea que es va impressionar en la primera exposició.
Tals efectes daten també dels orígens del cinema. Van ser inventats per dos dels seus pioners, G. A. Smith i Georges Méliès, i posteriorment perfeccionats per Edwin S. Porter i per Norman Dawn, que va ser l'inventor del caixet sobre cristall (en el qual es dibuixa el fons que es vol veure incrustat sobre la imatge).

### Incrustacions en moviment
Les combinacions de caixets simples no serveixen quan el que es busca és que el fons estigui en moviment quan l'actor també ho està (per exemple, el paisatge que es veu a través de la finestreta d'un tren).
Es van idear diverses formes d'incrustació en moviment. En el bàsic, els actors es graven davant d'una pantalla amb un color apropiat, filmació de la qual s'obté una silueta negra en moviment que es pot incrustar sobre el fons gravat per separat quan els dos es combinen al final en el copiat. Hi ha moltes variacions complexes d'aquest procés bàsic, però normalment és una pantalla blava —el chroma key— la que es col·loca darrere dels actors.
Una forma més senzilla d'aconseguir el mateix efecte, molt utilitzada en les dècades de 1930 i 1940 era la retroprojecció. Consisteix a filmar primer el fons, que després es projecta des de darrere sobre una pantalla gran translúcida, amb un projector sincronitzat amb la càmera que filma als actors davant d'aquesta pantalla (es coneix vulgarment com a transparència). Un mètode alternatiu emprat des de 1969 és la projecció des de davant dels actors, sobre una pantalla especial col·locada darrere d'ells, que reflecteix la llum direccionalment. La part de l'escena que cau sobre els actors no es registra en la pel·lícula perquè és marcadament menys lluminosa que les parts de l'escena al seu voltant que reflecteix la pantalla.

### Maquillatge
Sovint es realitzen maquillatges que necessiten volum o produir impressions exactes, això moltes vegades no es pot assolir amb clar-foscos, la base del maquillatge teatral i social, per tant es fa necessari crear diferents coses, com poden ser pròtesis, màscares i/o màscares amb mecanismes (animatronica), això és aplicat tant a un ser humà o per a reproduir altres coses, exemple, publicitats que un veu "l'hamburguesa perfecta", això no existeix és un efecte especial per a ressaltar les virtuts del producte X, o rèpliques de parts del cos hiperrealistes ja sigui mitjançant la còpia directa de l'actor o modelant-les si no fos possible, com per exemple un nadó o un animal. La diferència bàsica entre les pròtesis i les màscares és que les primeres estan dividides en diverses parts i/o solament modifiquen una zona petita Exemple: un nas, així també aquestes necessiten major habilitat i temps per a la seva aplicació, el guany implícit és assolir que no es perdi la gesticulació de l'actor. Sovint es confon aquests efectes amb maquillatge i/o amb efectes especials en general, no és així, aquests es denominen efectes especials de maquillatge de l'anglès "Special Makeup Effects" SPFX.

### Efectes de muntatge
Post-producció que serveix per ajuntar diversos plans que s'han fet en un rodatge i crear el producte final. En aquest es té en compte l'organització dels plans i quin impacte causaran a l'espectador. Per això, cal tenir en compte l'angle de la càmera, la coordinació entre dos plans i la continuïtat de la narració dins d'aquests.
Tipus d'efectes de muntatge:
- Muntatge continu: quan la transició i el ritme d'un pla a un altre és suau. Aquest, depèn de la mida del pla, per tant, un pla general estarà més temps a la pantalla que un de mitjà o primer pla.
- Muntatge discontinu o sintètic: xoc entre dos plans creant així conflictes intel·lectuals i emocionals. A més, es té en compte la percepció que generen per alterar el públic. La continuïtat espacial es veu alterada amb la intercalació de diferents llocs.
- Muntatge de so: per a generar una bona audició a l'espectador, cal que el so tingui una continuïtat, ja que l'oïda és molt més sensible que l'ull dels estímuls. Per a generar naturalitat i a més, perquè no causi un embolic al cervell, no es poden tallar de forma brusca els efectes de so (ex. música) i passar al diàleg directament.